# Castiglione delle Stiviere
Castiglione delle Stiviere – miejscowość i gmina we Włoszech, w regionie Lombardia, w prowincji Mantua.
Według danych na rok 2004 gminę zamieszkiwało 18 428 osób, 438,8 os./km².

## Współpraca
- Barentin, Francja